# Trimbs
Trimbs là một đô thị ở huyện Mayen-Koblenz bang Rheinland-Pfalz, phía tây nước Đức. Đô thị Trimbs có diện tích 4,52 km².